# Mugulnagaon, Chitapur
Mugulnagaon là một làng thuộc tehsil Chitapur, huyện Gulbarga, bang Karnataka, Ấn Độ.